# Giggi Zanazzo
 (juin 2020).
Giggi Zanazzo (né Luigi Antonio Gioacchino Zanazzo à Rome le 31 janvier 1860 et mort dans la même ville le  13 décembre 1911) est un poète, dramaturge, anthropologue et bibliothécaire italien.

## Biographie
Spécialiste des traditions du peuple romain et poète, il est considéré, avec Francesco Sabatini, comme le père fondateur du « Romanistique ». Trilussa et les principaux protagonistes de la poésie dialectale de Rome du début XXe siècle ont fait leurs premiers pas à son école.